# Kevin Humphreys
Kevin Humphreys (né le 4 février 1958) est un homme politique irlandais du Parti travailliste qui est ministre d'État de 2014 à 2016. Il est Teachta Dála (TD) pour la circonscription du sud-est de Dublin de 2011 à 2016 et sénateur du comité administratif de 2016 à 2020,.

## Biographie
Humphreys est originaire de Ringsend. Il entre en politique lors de la campagne contre le huitième amendement en 1983, qui reconnait constitutionnellement le droit à la vie de l'enfant à naître.
Humphreys se présente pour la première fois aux élections locales de 1999, lorsqu'il est élu membre du conseil municipal de Dublin, représentant la zone électorale locale du centre-ville du sud-est. Il représente la région jusqu'à son élection au Dáil en 2011. Il est réélu en 2004 et 2009, arrivant en tête des élections à chaque fois. Au cours de cette période, Humphreys travaille avec le maire de l'époque, Andrew Montague, pour mettre en œuvre le programme Dublin Bikes.
Il est élu député du Parti travailliste pour Dublin Sud-Est aux élections générales de 2011. Le 15 juillet 2014, il est nommé dans le gouvernement Fine Gael-Travail ministre d'État au ministère de la Protection sociale avec une responsabilité particulière pour l'emploi, la communauté et le soutien social,. Il perd son siège au Dáil aux élections générales de 2016 du 26 février, dans la circonscription élargie de Dublin Bay South. En avril 2016, il est élu au Seanad. Il reste ministre adjoint jusqu'au 6 mai 2016 lors des pourparlers sur la formation du gouvernement. Il n'est pas été candidat pour Dublin Bay South aux élections générales de 2020,.